# 高岱 (明朝)
高岱（1508年—1567年），字伯宗，號鹿坡居士，湖廣安陸州京山縣軍籍鍾祥縣人，明朝政治人物。

## 生平
嘉靖十三年（1534年）甲午科湖廣鄉試第三名舉人，二十九年（1550年）中式庚戌科會試第一百六十七名，二甲第五十名進士。授刑部主事，三十一年（1552年）丁母憂歸。起復為刑部郎中。四十年（1561年），與嚴嵩父子不合，被排斥。出京為景王府右長史，卒於任。

## 著作
高岱善屬文，曾搜集洪武至嘉靖史事，嘉靖三十六年（1557年）輯成《鴻猷錄》十六卷。著有《西曹詩集》、《居鄖稿》、《樵論》、《楚漢餘談》等。

## 家族
高祖從梁莊王朱瞻垍就封湖廣安陸州，遂定居。曾祖高讓；祖父高鎮；父高節，教諭，徙居京山。母李氏。妻李氏。弟高崈、高𡹘（貢士）、高嶨（貢士）。